# The New England Journal of Medicine

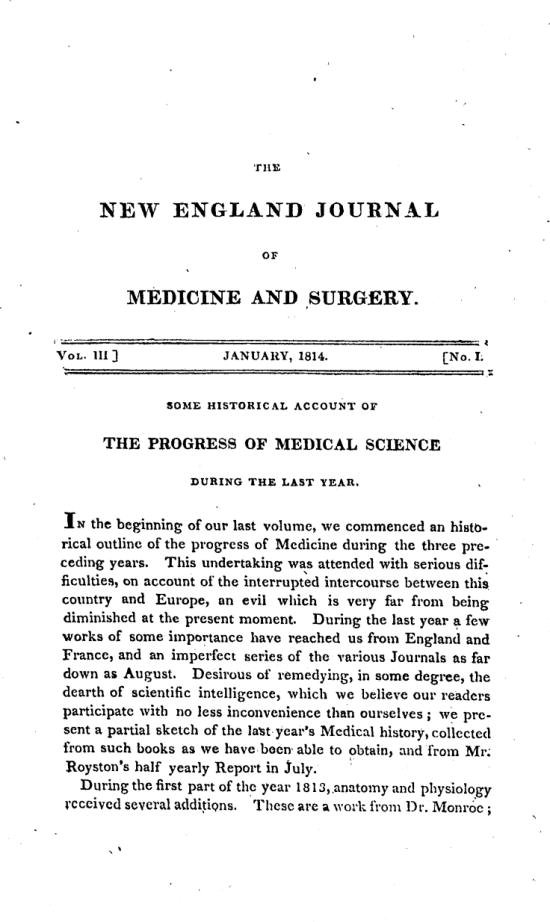
The New England Journal of Medicine and Surgery, 1814

The New England Journal of Medicine (NEJM) is een van de invloedrijkste tijdschriften over geneeskunde. Het wordt uitgegeven door de Massachusetts Medical Society. De impactfactor van het blad was in 2019 74,7.
Het werd opgericht door John Collins Warren in 1812 als The New England Journal of Medicine and Surgery, een tijdschrift dat ieder kwartaal uitkwam. In 1828 werd het een wekelijks tijdschrift en werd de naam veranderd in The Boston Medical and Surgical Journal. In 1928 werd de naam The New England Journal of Medicine. Veel bekende artsen hebben voor het tijdschrift geschreven en vele redacteuren zijn, althans in medische kring, zeer bekend geworden, zoals Arnold Relman en Marcia Angell.
Het tijdschrift (N Engl J Med voor referentiedoeleinden) is een van de meest gerespecteerde medische tijdschriften in de wereld, even belangrijk voor de interne geneeskunde als Nature en Science voor de algemene wetenschappen. Samen met het British Medical Journal, The Lancet, het Canadian Medical Association Journal, het Journal of the American Medical Association en de Annals of Internal Medicine vormt het een kern van de zes meest toonaangevende medische tijdschriften in de wereld. In 2014 bedroeg de impactfactor van het tijdschrift 55,873.
Het NEJM publiceert redactionele commentaren, baanbrekende originele researchartikelen, vaak geciteerde reviewartikelen, brieven van lezers en heeft een speciale afbeeldingsrubriek 'Images in Clinical Medicine'.